# Atheist
Atheist — метал-гурт з Флориди, заснований в 1984 році. В творчості колективу помітний вплив латиноамериканської музики і джаз-ф'южну.

## Історія
Колектив заснований в 1984 р. під назвою Oblivion. Згодом група перейменована в R. A. V. A. G. E. (Raging Atheists Vowing A Gory End — «Войовничі атеїсти, які поклялися влаштувати кривавий кінець»).
Дебютний альбом Piece of Time записаний в 1988 р. і опублікований у Європі через рік. Американське видання побачило світ тільки в 1990-му. У 1991 році бас-гітарист Роджер Паттерсон загинув в автомобільній аварії, і для запису другого альбому Unquestionable Presence був запрошений Тоні Чой. У 1992 році настала перша перерва в діяльності гурту. Вже на наступний рік відбулося возз'єднання колективу, тоді ж видано черговий запис Elements. Після виходу, колектив знову розпався через звільнення музикантів від контрактних зобов'язань. Через сім років за ініціативою Келлі Шейфера відбулося перевидання усіх трьох альбомів з бонусними треками.
Шейфер грав разом з Neurotica аж до 2002 року. Тоні Чой брав участь у діяльності кількох музичних проектів, зокрема в  Area 305, Pestilence і Cynic. У 2001-му Шейфер зробив спробу відродити гурт в оригінальному складі. Однак Чой, зайнятий у інших колективах, відмовився від участі, і потенційно міг бути замінений Кайлом Соколом з передмістя Тампа-Бей. Тим не менш, задум Шейфера не був здійснений, через те, що учасники Neurotica були зайняті на OzzFest.
В кінці 2005 року лейбл Relapse Records перевидав три альбоми, а також випустив комплект вінілових пластинок з матеріалом альбомів і демозаписом R.A.V.A.G.E. під назвою On They Slay. Екс-барабанщик Стів Флінн у цей час заснував нову групу Gnostic.
У січні 2006 року музиканти повідомили про об'єднання для спільного виступу влітку і восени того ж року. В оновлений склад увійшли Шейфер, Беркі, Чой та Флінн. Внесок Шейфера був обмежений вокалом, адже протягом довгого часу музикант боровся з тендинітом і синдромом зап'ястного каналу. Всі гітарні партії Шейфера виконав учасник Gnostic Сонні Карсон. Незабаром юридичні труднощі змусили Беркі покинути гурт. Він був замінений Крісом Бейкером, також музикантом Gnostic.

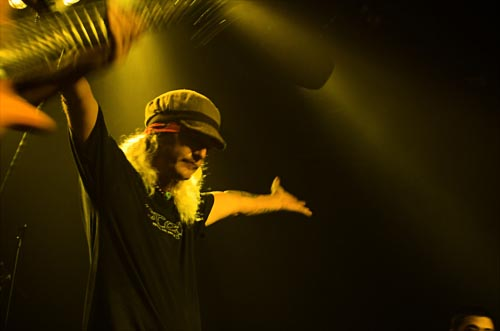
Bergen Metal Fest, 2006

12 липня 2008 року  Шейфер опублікував наступне повідомлення:
[Я] їду в Атланту на наступну п'ятницю, щоб грати з барабанщиком ATHEIST і моїм найкращим другом містером Стівом Флінном, це стане нашим першим спільним записом з 1991 року, коли було записано Unquestionable Presence. Тому мені цікаво, як це буде звучати. Я знаю, що це буде безумно, у нас з Флінном є формула, як створити звучання ATHEIST... так що буде забавно почути, як це звучить. І хто знає? Якщо все піде добре... ?? Подивимося, що буде...
Оригінальний текст (англ.):   
[I'm] heading to Atlanta next Friday to jam with ATHEIST drummer and my best friend Mr. Steve Flynn, this will mark the first time we have written together since 1991's 'Unquestionable Presence'. So I am curious how it will sound. I know it will be sick, there is a formula that me and Flynn have that automatically sounds like ATHEIST...so it will be fun to hear what it will sound like. And who knows? If it it goes well...?? We will see what happens.
26 липня 2008 року Шейфер оголосив про запис нового студійного альбому, який стане їхнім першим продуктом за 17 років. Також було оголошено про проведення турне Європою і США (2009) на честь двадцятиріччя публікації дебютної запису. Після турне буде видано DVD із записом концерту.
11 липня 2010 р. група оприлюднила назву майбутнього релізу, запланованого на листопад, — Jupiter. Відроджений колектив підписує контракт з лейблом Season of Mist. 3 серпня 2010 р. Шейфер та Флінн від імені гурту оголосили, що Тоні Чой не братиме участь в записі альбому, однак його присутність в живих виступах ймовірна. Альбом видано 8 листопада 2010 року.
У квітні 2017 року колектив видає компіляцію під назвою Best Of, до якої увійшли 22 треки.
В березні 2018 року гурт видає бокс-сет під назвою Original Album Collection.

## Склад
- Келлі Шейфер — вокал (1984-1994, 2006- дотепер), гітара (1984-1994)
- Стів Флінн — ударні (1984-1991, 2006-н.ст.)
- Тоні Чой — бас-гітара (1991, 1993-1994, 2006-2010, 2012- дотепер)
- Кріс Мартін — гітара (2012-дотепер)
- Джейсон Холловей — гітара (2011-дотепер)

### Колишні учасники
- Роджер Паттерсон — бас-гітара (1985-1991, помер)
- Кріс Бейкер — гітара (2006-2012)
- Ренд Беркі — гітара (1988-1992, 1993-1994)
- Френк Еммі — гітара (1993)
- Джош Грінбаум — ударні (1993)
- Джонатан Томпсон — гітара (2009-2011, бас-гітара на альбомі Jupiter (2010))

### Сесійні музиканти
- Даррен Макфарленд — бас-гітара (1991-1992)

## Дискографія

### Студійні альбоми
- Piece of Time (1989)
- Unquestionable Presence (1991)
- Elements (1993)
- Jupiter (2010)[8]

### Концертні альбоми
- Unquestionable Presence: Live At Wacken (2009)

### Спліт-альбоми
Як R.A.V.A.G.E.
- Raging Death (1987)[9]

### Демозаписи
Як R.A.V.A.G.E.
- Rotting in Hell (1985)
- On They Slay (1987)
- Hell Hath No Mercy (1987)

Як Atheist
- Beyond (1988)